# Heinrich Aldegrever

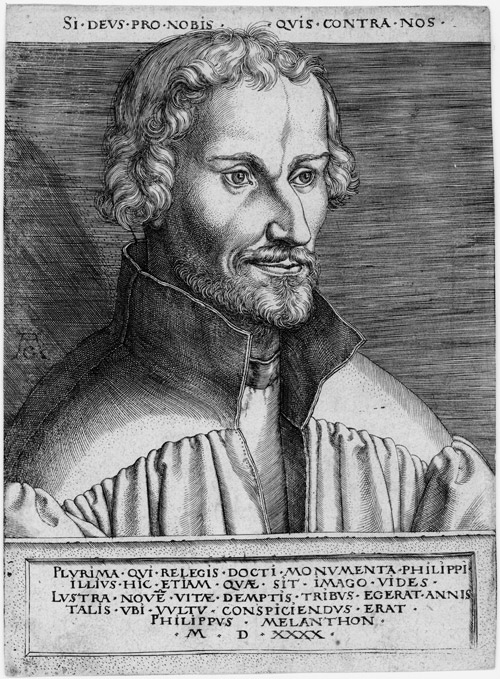
Philip Melanchthon, 1540

Heinrich Aldegrever o Aldegraf (Paderborn, 1502 - Soest, regió de Westfàlia, 1555/61) fou un pintor i gravador alemany, famós pels seus gravats de formats diminuts. Aldegrever pertany al grup de «Petits Mestres» alemanys (Georg Pencz, Hans Sebald Beham…) que van succeir a Dürer en la producció de gravats, generalment de petit format i temàtica culta. L'apel·latiu «petits» donat a aquests artistes es deu més al format reduït de les obres que a la seva qualitat, que va ser notable.

## Orígens

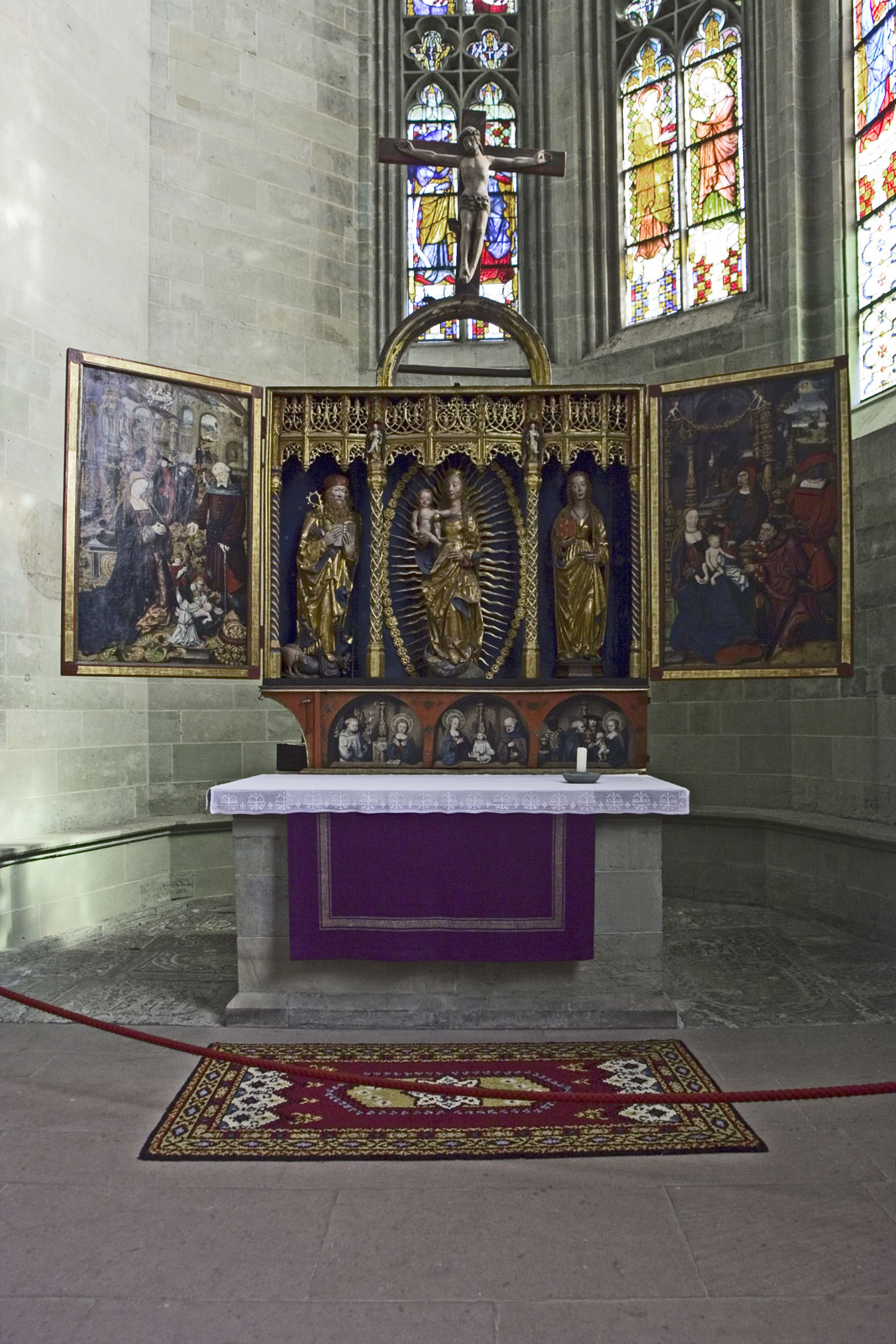
Capella de l'església de Soest, amb el retaule pintat per Aldegrever el 1526

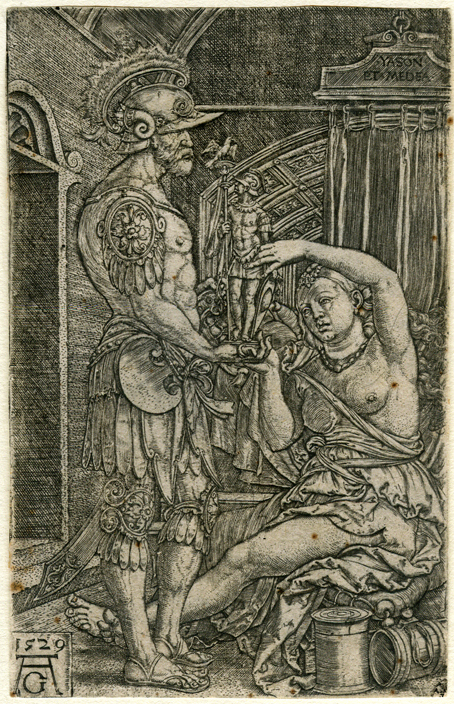
Medea i Jàson, 1529

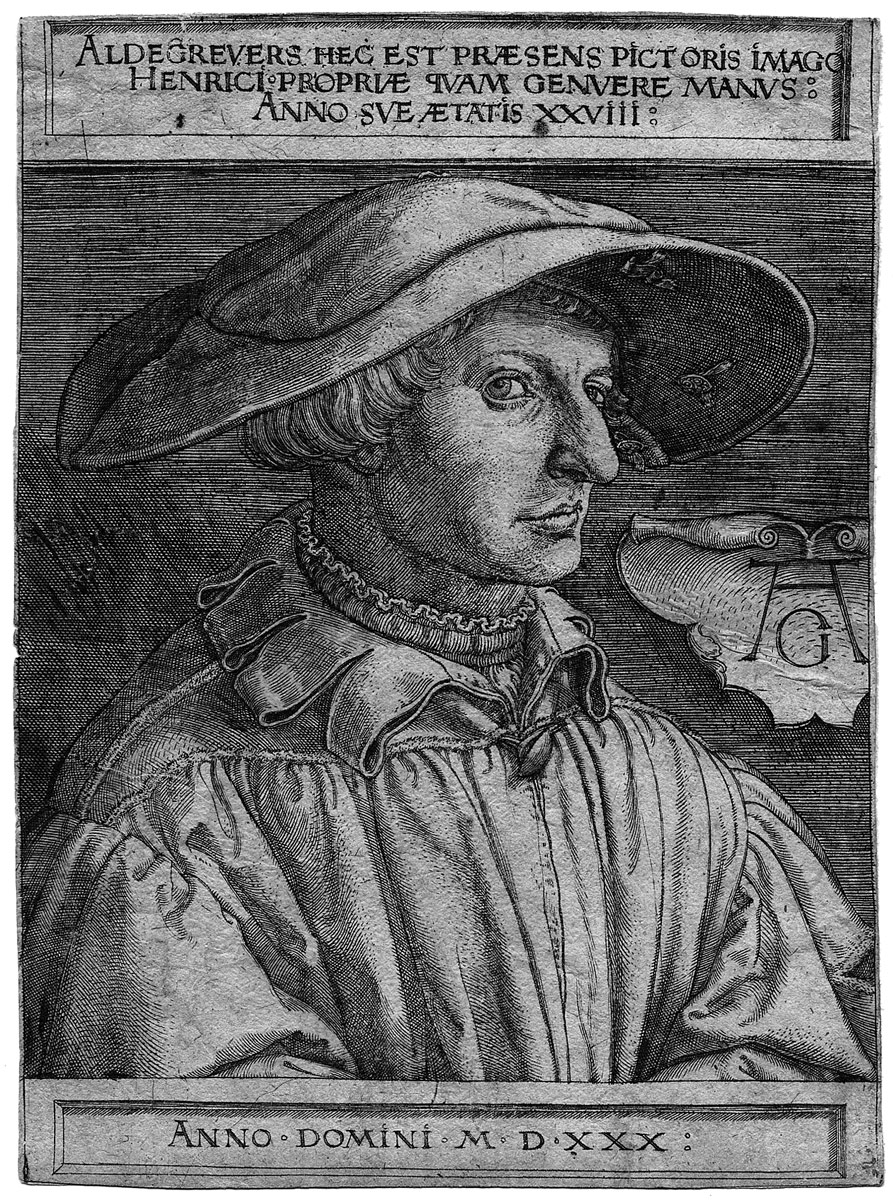
Autoretrat, 1530

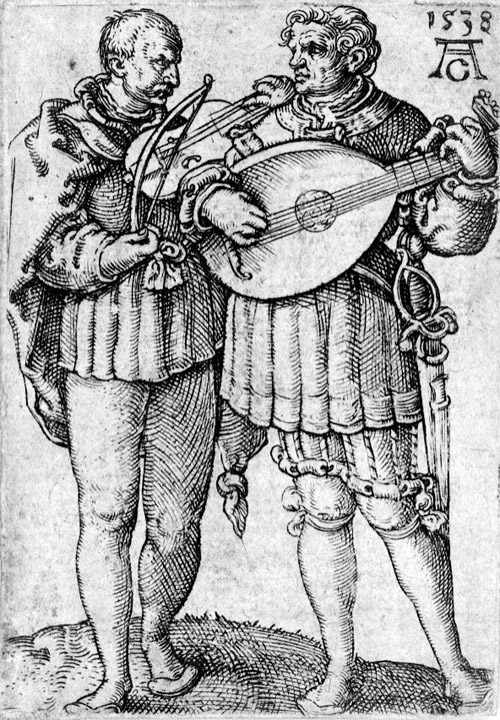
Dos músics, 1538

Heinrich Aldegrever va néixer a Paderborn però va treballar majorment a Soest (Westfàlia), com a gravador i més ocasionalment com a pintor i joier. El seu cognom real era Trippenmecker, que en el dialecte local significava «rellotger»; segurament aquesta era la professió d'algun avantpassat seu. Gairebé res se sap de la seva formació; se suposa que va passar pel taller d'algun joier de Soest. Va viatjar als Països Baixos, on va conèixer l'obra de Joos van Cleve, Bernard van Orley, Lucas van Leyden i altres.
Instal·lat a Soest cap al 1525, l'any següent pintava la predel·la i ales d'un altar per a l'església de Sant Pere d'aquesta localitat. La qualitat d'aquest treball no és pròpia d'un aprenentatge breu ni ràpid, i porta a pensar que dominava l'ofici ja a la seva localitat natal. Va signar aquest treball amb el cognom patern, no com Aldegrever, i va afegir com a símbol un rellotge.
El 1531 es va fer luterà i en la seva obra gravada s'inclouen retrats dels principals defensors d'aquesta creença: Luter i Philipp Melanchthon. L'agitada situació religiosa va incidir directament en l'activitat de Aldegrever i de gairebé tots els artistes alemanys de l'època, perquè la clientela eclesiàstica va desaparèixer gairebé totalment. Aldegrever va haver de bolcar-se en el gravat i a pintar retrats ocasionalment.

## Gravats
Els seus primers gravats són de 1527; els va signar amb les inicials «AG» superposades en un monograma, imitant el de Dürer. La seva producció gravada inclou unes 290 imatges, entre gravats sobre metall i xilografies, que en la seva majoria són dissenys propis. Són obres en general diminutes i d'acurada execució, i encara que procuren absorbir influències italianes resulten una miqueta dures quant a dibuix, tret habitual en els renaixentistes alemanys.
La temàtica més habitual dels gravats de Aldegrever és profana i al·lusiva a la cultura mediterrània, majorment relats mitològics de Grècia i Roma que Dürer havia contribuït a expandir per Europa central. Com altres «petits mestres», Aldegrever va produir abundants làmines sobre déus i figures al·legòriques nues. Els arguments mitològics justificaven els nus, mal vists per la moral cristiana de l'època. Molts d'aquests gravats no arribaven als quinze centímetres de longitud i requerien una extenuant labor amb l'ajuda de lents, una parenceria de precisió que posava a prova la perícia de l'artista. Aquestes imatges detallades i de creixent manierisme eren demandades per l'aristocràcia per ser col·leccionades com a peces rares, generalment en gabinets de curiositats («wunderkammer» o «kunstkammer» en alemany) juntament amb llibres i manuscrits, autòmats, metalls preciosos...
Els temes de l'antiguitat obligaven a Aldegrever (i als altres «Petits Mestres») a dominar l'estètica classicista inspirant-se en escultures i altres vestigis arqueològics, que a Alemanya no abundaven però que podien conèixer mitjançant gravats italians. Abordar temes mitològics requeria també llegir els textos d'Ovidi i d'altres escriptors antics, bé en llatí o traduïts. Aquesta labor de documentació, a vegades, no arribava a ser suficient i els gravadors i pintors alemanys incorrien en errors. Així, per a un gravat sobre Hèrcules matant a Neso (1550) Aldegrever es va inspirar en l'Apol·lo del Belvedere, estàtua que va conèixer segurament per gravats. Però va cometre l'error de representar a Nessos, un centaure, com un sàtir amb potes de cabra.
Juntament amb les mitologies, Aldegrever va produir planxes sobre composicions decoratives formades amb elements vegetals, medalles, màscares... Aquestes imatges suposen un terç de la seva producció i van ser després copiades per damasquinadors, ebenistes, etc. També va gravar una sèrie de vuit imatges sobre la Dansa de la Mort, més o menys inspirada en la cèlebre de Hans Holbein el Jove. En 1538 i 1551 va gravar sèries sobre noces camperoles.

## Escasses pintures
Els seus exemples pictòrics són molt escassos. Cinc pintures se citen a Europa, però les existents a Viena i Múnic són dubtoses, i només sembla segur el Retrat d'Engelbert Therlaen (1551) del museu de Berlín.

## Fosc final
Poc se sap dels últims anys de l'artista i s'ignora la data exacta de la seva mort. Els seus últims gravats datats són de 1555 i el primer esment a la seva defunció la va fer el seu fill en 1561. Segons l'historiador Karel van Mander, Heinrich Aldegrever va ser enterrat modestament.